# Барисал (область)
Барисал (бенг. বরিশাল বিভাগ) — область Бангладеш, расположена в южной части страны. Ранее названная Бакерджанджи, сейчас является одной из 8 областей. Административный центр — город Барисал, связанный дорогами с Даккой на севере и Читтагонгом на юго-востоке. В последнее десятилетие дорожные коммуникации были улучшены за счёт строительства нескольких мостов.

## Характеристика
Площадь области — 13 225,2 км². По данным переписи 2011 года население области составляло 8 325 666 человек. Уровень грамотности взрослого населения составлял 35,25 %, что ниже среднего уровня по Бангладеш (43,1 %). Мужчин: 50,67 %, женщин: 49,33 %. Религиозный состав населения: мусульмане — 88,06 %; индуисты — 11,7 %, христиане — 0,18 %, прочие — 0,06 %.

## Округа
- Баргуна
- Барисал
- Бхола
- Джалокати
- Патуакхали
- Пироджпур